# Histoire de Florence (Machiavel)
 (août 2021).
L'Histoire de Florence (titre original : Istorie fiorentine) est une œuvre historique du penseur florentin du XVIe siècle Nicolas Machiavel. Elle a été publiée pour la première fois à titre posthume en 1532.

## Contexte
À la fin de l'année 1520, le cardinal Jules de Médicis commande à Machiavel, alors en disgrâce auprès du pouvoir, une histoire de Florence. Bien que cela ne fût pas exactement la charge qu'il désirait, Machiavel l'accepta comme la seule manière possible de retrouver une certaine activité auprès du pouvoir. La pension que touchait Machiavel pour ce travail n'était pas grande (cinquante-sept florins par an, puis cent).
L'œuvre achevée fut présentée officiellement à Jules de Médicis, désormais le pape Clément VII, en mai 1526. Le pape apprécia l'œuvre, le récompensa et requit son assistance pour l'organisation d'une nouvelle armée en préparation de la guerre de la ligue de Cognac. Mais le sac de Rome en 1527 et la chute du règne des Médicis à Florence coupèrent court aux espoirs de Machiavel. Il mourut peu après.

## L'œuvre
Le premier des huit livres résume l'histoire de l'Europe depuis la chute de l'Empire romain d'Occident jusqu'en 1215 ; c'est avec le second livre que commence l'histoire de Florence proprement dite, avec le récit de la rivalité entre les familles Buondelmenti / Donati et Uberti / Amidei, source selon Dante du conflit entre guelfes et gibelins dans la cité. Les livres II, III et IV relatent l'histoire avant l'ascension des Médicis, et les quatre derniers livres parlent des luttes de pouvoir qui ont abouti à la domination médicéenne. Le huitième livre se termine avec la mort de Laurent le Magnifique en 1492 et la fin de la paix fragile que la politique d'équilibre de celui-ci avait établie.